# Córdoba Open
Il Córdoba Open è stato un torneo di tennis maschile, facente parte dell'ATP Tour 250, e si è giocato a Córdoba, in Argentina, su campi in terra rossa dello Stadio Mario Alberto Kempes. Nel 2019 si è disputata la prima edizione. Il torneo sostituiva in calendario l'Ecuador Open, chiuso nel 2018 dopo quattro edizioni.
Il Córdoba Open faceva parte del Golden Swing, una serie di quattro tornei su terra rossa, disputati in America Latina nel mese di febbraio.
Il torneo è stato cancellato nel 2024, dopo la sua sesta edizione, sia per far spazio nel calendario ai Masters 1000, ampliati a due settimane, sia per problemi logistici legati alla sede temporanea, costruito in uno stadio di calcio.

## Albo d'oro

### Singolare
| Anno | Campione              | Finalista            | Punteggio     |
| ---- | --------------------- | -------------------- | ------------- |
| 2019 | Juan Ignacio Londero  | Guido Pella          | 3–6, 7–5, 6–1 |
| 2020 | Cristian Garín        | Diego Schwartzman    | 2–6, 6–4, 6–0 |
| 2021 | Juan Manuel Cerúndolo | Albert Ramos Viñolas | 6–0, 2–6, 6–2 |
| 2022 | Albert Ramos Viñolas  | Alejandro Tabilo     | 4–6, 6–3, 6–4 |
| 2023 | Sebastián Báez        | Federico Coria       | 6–1, 3–6, 6–3 |
| 2024 | Luciano Darderi       | Facundo Bagnis       | 6–1, 6–4      |

### Doppio
| Anno | Campioni                               | Finalisti                              | Punteggio   |
| ---- | -------------------------------------- | -------------------------------------- | ----------- |
| 2019 | Roman Jebavý Andrés Molteni (1)        | Máximo González Horacio Zeballos       | 6–4, 7–6(4) |
| 2020 | Marcelo Demoliner Matwé Middelkoop     | Leonardo Mayer Andrés Molteni          | 6–3, 7–6(4) |
| 2021 | Rafael Matos Felipe Meligeni Alves     | Romain Arneodo Benoît Paire            | 6–4, 6–1    |
| 2022 | Santiago González Andrés Molteni (2)   | Andrej Martin Tristan-Samuel Weissborn | 7–5, 6–3    |
| 2023 | Máximo González (1) Andrés Molteni (3) | Sadio Doumbia Fabien Reboul            | 6–4, 6–4    |
| 2024 | Máximo González (2) Andrés Molteni (4) | Sadio Doumbia Fabien Reboul            | 6–4, 6–1    |